# Percall
Percall est une société créée en 2000 et dont le siège social est à Lyon.
Elle est spécialisée dans l’intégration des systèmes PLM, CAO et IoT pour les industries de haute technologie en Europe, notamment grâce à son partenariat avec la société américaine PTC depuis 2003.

## Chiffres
- 2004 : CA : 2.3 million d'euros[2]
- 2012 : CA : 6 millions[3]
- 2015 : CA : 13 061 723 € / Résultat : 880 192 € / Effectifs 93[4]
- 2016 : CA : 17 572 000 € / Résultat : 1 388 000 € / Effectifs 120[4]
- 2017 : CA : 19 890 528 € / Résultat : 582 281 € / Effectifs 163[4]
- 2018 : CA : 19 445 907 € / Résultat : 391 824 € / Effectifs 139[4]

## Historique
Création en 2000 par Daniel Braun de Percall, SSII spécialisée dans l'intégration de systèmes Product Lifecycle Management et IoT pour les industries High Tech, à Lyon. Ouverture d'un centre support à Rabat en 2003 ; contrat avec PTC.
Ouverture en 2005 à Cusset (Allier) d'une plate-forme de développement de logiciels et d'un centre de support technique et recrutement d'ingénieurs développeurs PLM sur les produits de l’éditeur américain PTC en 2006. Certifié Windchill Certified Partner en 2008, Strategic Service Partner (SSP) en 2010 et Service Advantage Partner (SAP) en 2012. Percall devient le partenaire de PTC en France, Suisse, Allemagne, Royaume-Uni et Espagne en 2012.
À partir de 2015, revente des logiciels Percall Solution ; Silver partnair de PTC en 2016, Platinum partnair en 2017. Déménagement dans des nouveaux locaux.
En 2018, Percall lance une campagne de recrutement en partenariat avec les acteurs locaux à Vichy, Pole Emploi et avec le soutien du FSE en 2019.

## Lobbying
Le groupement des industries françaises aéronautiques et spatiales exerce des activités de représentation d'intérêt pour de nombreuses entreprises dont Percall.